# ENCODE
ENCODE (zusammengesetzt aus engl. ENCyclopedia Of DNA Elements, Enzyklopädie der DNA-Elemente) ist ein Forschungsprojekt, das im September 2003 vom US-amerikanischen National Human Genome Research Institute (NHGRI) initiiert wurde. Ziel des Projekts ist, alle funktionellen Elemente des menschlichen Genoms sowie das Transkriptom zu identifizieren und zu charakterisieren. ENCODE ist damit das Folgeprojekt des Humangenomprojekts, das die Sequenzierung des menschlichen Genoms zum Ziel hatte und das seit 2003 abgeschlossen ist. Ein weiteres Ziel von ENCODE ist die Entwicklung und Implementierung von Hochdurchsatzmethoden zur Identifikation der funktionellen Elemente.
Durchgeführt wird ENCODE von einem Forschungskonsortium, zu dem insgesamt etwa 30 Arbeitsgruppen an verschiedenen Instituten gehören. Das Projekt wird in drei Phasen ausgeführt: einer Pilotphase, die das Ziel hat, 1 % (30 Megabasen) des Genoms zu analysieren und die Untersuchungsmethoden zu evaluieren, einer technologischen Phase, in denen der Datendurchsatz erhöht und die Kosten zur Akquirierung der Daten verringert werden sollen und einer Produktionsphase, in der die restlichen 99 % des Genom analysiert werden sollen. Alle Daten, die im Zuge des ENCODE-Projekts generiert werden, werden in einer öffentlich zugänglichen Datenbank der Allgemeinheit zur Verfügung gestellt. Als ein erstes Ergebnis konnte ENCODE 2007 bestätigen, dass etwa die Hälfte aller produzierten RNAs einer Zelle weder mRNA noch ribosomale RNA oder andere RNA-Endprodukte, sondern andere RNAs sind, bei denen es nicht bekannt ist, ob und welche Funktion diese ausfüllen.
Die Ergebnisse von ENCODE sind umstritten, methodische Fehler wurden bemängelt und Widersprüche zu evolutionsbiologischen Vorstellungen sollen bestehen.

## Pilotphase
In der Pilotphase wurden zunächst 30 Megabasen DNA-Sequenz des humanen Genoms ausgewählt, was etwa 1 % umfasst, und mit bereits etablierten Methoden analysiert. 50 % dieser Stichprobe wurden gezielt ausgewählt und 50 % zufällig. Dabei wurde das Transkriptom, also sämtliche transkribierten Sequenzen, kartiert, sowie Transkriptionsstartpunkte, Promotoren, Enhancer, Repressoren bzw. Silencer, Exons, Origins of replication, Replikationsterminationssites, Bindestellen von Transkriptionsfaktoren, Methylierungssites, DNase-I-hypersensitive Regionen, Chromatinmodifikationen und Regionen, die hochkonserviert sind, aber bisher keine bekannte Funktion haben, identifiziert. Auch genetische Variationen innerhalb dieser hochkonservierten Bereiche werden dokumentiert. Zu den angewandten Methoden zählen neben Sequenzierung, Microarrays, Chromatin-Immunpräzipitation (ChIP) und quantitative PCR.

## Technologische Entwicklungsphase
Die technische Weiterentwicklung der Methoden findet zeitgleich mit der Pilotphase statt. Es sollen neue Labortechniken und Computerprogramme ausgearbeitet werden.

## Produktionsphase
In der letzten produktiven Phase sollen die verbleibenden 99 % der Sequenz des menschlichen Genom analog zum ersten Prozent kartiert und funktionelle Elemente identifiziert werden, und dies so kostengünstig und verlässlich wie möglich. Weitere funktionelle Elemente, die in der Pilotphase noch nicht berücksichtigt wurden wie zum Beispiel Telomere und Centromere, sollen dann charakterisiert werden.

## Ergebnisse
ENCODE erbrachte als Ergebnis, dass im menschlichen Genom erheblich mehr DNA aktiv ist, als angenommen. Während 2 % der DNA Protein-codierenden Genen zugerechnet und bislang als aktiv betrachtet werden, sind laut ENCODE etwa 80 % der DNA aktiv. 76 % des Genoms werden laut ENCODE in RNA transkribiert. Im Genom befinden sich 2,9 Millionen regulatorische Elemente. Je nach Zelltyp sind unterschiedliche Genomabschnitte aktiv. Diese Ergebnisse werden jedoch nicht von allen Wissenschaftlern so übernommen, sondern aufgrund methodischer Fragen angezweifelt.

## Kosten
Zunächst wurden in der Pilotphase acht Arbeitsgruppen mit insgesamt 12 Millionen US-Dollar gefördert. Seitdem kamen weitere Gruppen hinzu, die sich beispielsweise mit der Koordination der Datenbanken befassen. Insgesamt kostete das Pilotprojekt 55 Millionen US-Dollar, und die 2012 beendete Produktionsphase weitere 130 Millionen.